# Лакедемон (міфологія)
Лакедемон (дав.-гр. Λακεδαίμων) — персонаж давньогрецької міфології, цар Лаконії, син Зевса та плеяди Тайгети. Одружився зі Спартою, дочкою царя Еврота. Через те, що той не мав сина, він заповів Лакедемону трон. Той започаткував нову царську династію Лакемедонідів. 
На честь його надалі країну називали Лакедемонією, тоді як він збудував місто і назвав його на честь своєї дружини Спартою. Святилище його було в Алесії, де він започаткував культ харит, де визначив, що їх дві: Клета та Фаєнна.
Згідно з Псевдо-Плутархом Тайгета була не його матір'ю, а дружиною, яка народила від нього сина Гімера.